# Kántor (kutya)
Kántor magyar nyomozókutya volt (felvezetője Tóth Tibor), akinek életéből Szamos Rudolf könyvet írt Kántor nyomoz címmel, amiből 1975-ben Kántor címmel televíziós sorozat készült Madaras József főszereplésével.
Ő másoknak legenda, nekem a barátom volt.

## Pályafutása
Kántor pályafutása 1953-ban kezdődött, amikor félévesen Tóth Tiborral kiválasztották egymást, és elkezdték a kísérleti nyomozókutya képzést, amelynek végére kiderült, hogy Kántor kivételes tehetség, és a három hónapos képzést iskolaelsőként végezték el.
Első nyomozásuk egy tyúklopási ügy volt, a tipikus bevetések pedig bolti lopások. Volt olyan, hogy másfél napon keresztül követett egy nyomot és ezalatt több mint 100 kilométert tett meg felvezetőjével együtt.
Kántor a magyar bűnüldözés történetének legeredményesebb nyomozókutyája volt. Tizenegy éves szolgálata alatt 536 esetben vett részt bűncselekmények felderítésében – 279 alkalommal sikeresen. Munkája során 1,2 millió forintnyi betörésből és lopásból származó értéket szerzett vissza.
A jegyzőkönyvek szerint az együtt töltött 11 év alatt 78 000 kilométert tettek meg nyomon.
A kutyának 1963. december 11-én volt az utolsó igénybevétele Szombathelyen a Sportpalotában, ahol ismeretlen tettes öltözői pénzlopást követett el.
1964-ben egy nyom követése közben aknára lépett, ami megsebesítette, Tóth Tibor is megsebesült. (Ezt a Rendőrmúzeum adatai nem erősítik meg, azok szerint a kutya már az 1963 decemberi bevetése idején mozgási nehézségekkel küzdött, helyváltoztatásában segítségre szorult.) 1964. június 21-én altatták el, miután a hátsóvégtag- és keresztcsontelhalásban szenvedő állat már sem mozogni, sem enni nem volt hajlandó.
Kántor kitömött teste a Rendőrség-történeti Múzeumba került, ahol ma is megtekinthető.
Sárváron az első, a 2011-es első IPA Nemzetközi Bűnügyi Kutyavezetői Versenyt Tóth Tibor és Kántor emlékének ajánlották.